# تخاطر

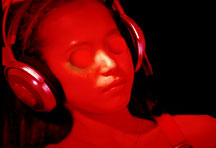

التخاطر أو التلباثي (بالإنجليزية: Telepathy)‏ هو مصطلح صاغه فريدرك مايرز عام 1882 ويشير إلى المقدرة على التواصل ونقل المعلومات من عقل إنسان لآخر، أي أنه يعني القدرة على اكتساب معلومات من أي كائن واعي آخر، وقد تكون هذه المعلومات أفكاراً أو مشاعر أو صور أو غير ذلك، وقد استخدمت الكلمة في الماضي لتعبر عن انتقال المعلومة.
إن الكثير من الدراسات قامت لسبر أغوار هذه الظاهرة النفسية والتي لا تزال في موضع جدال علمي وتعتبر من العلوم الزائفة، فالناقدون لهذه الظاهرة يقولون بأنها لا تملك نتائج متكررة ناجحة عندما تطبق في بحوث متعددة، وهذه الظاهرة شائعة الاستخدام في أفلام الخيال العلمي والعلوم الحديثة. إن كلمة (Telepathy) هي من أصل يوناني تعود لكلمة من مقطعين بمعنى (التأثير عن بعد). ويعد التخاطر أحد مظاهر الحاسة السادسة أو الإدراك خارج الحواس، وللحاسة السادسة مظاهر أخرى مثل الاستبصار، والمعرفة المسبقة.

## نشأة المفهوم
يقول العلماء بأن أصل مفهوم التخاطر يرجع إلى القرن التاسع عشر. بناءً على ما قاله (روجر لوكهرست)، كان المجتمع العلمي غير مهتم بعلوم «المخ» قبل هذا القرن وبعد التقدمات العلمية الكبيرة في مجال العلوم الفيزيائية، طبق بعض هذه العلوم لفهم الظواهر السايكولوجية الغريبة. وهذا مهد لمفهوم التخاطر.
مفهوم التخاطر لا يختلف كثيراً عن ظاهرة «وهم إدخال الأفكار أو انتزاعها من المخ». التشابه بين الظاهرتين ربما يشرح نشأة مفهوم التخاطر. «إدخال الأفكار أو إنتازعها» هي من أحد أعراض انفصام الشخصية. بعض المرضى النفسيين المصابين بالفصام يعتقدون بأن بعض من أفكارهم ليست لهم بتاتاً ويعتقدون بأن أحد البشر أو المخلوقات الأخرى وضعوا تلك الأفكار فيهم (هذا هو إدخال الأفكار). أما بعض المرضى الآخرين فيعتقدون بأن هناك أفكار تنزع منهم نزعاً. هذه الأعراض من الممكن تخفيف حدتها عبر المهدئات.
هذه الظواهر قادت العلماء لتقديم مفهوم التخاطر. أو التواصل عن بعد.

## التخاطر عبر التاريخ
رويت حالات تخاطر كثيرة في التاريخ كحالات تناقل أفكار أو أحداث بين بعض الأشخاص مثل حادثة ياسارية الجبل
وروي ان عمر بن الخطاب كان يخطب على المنبر في المدينة خطبة الجمعة، فالتفت من الخطبة ونادى باعلى صوته: ياسارية بن الحصن «الجبل الجبل»،
فلما سئل عن تفسير ذلك، قال: وقع في خلدي أن المشركين هزموا أخواننا وركبوا أكتافهم وأنهم يمرون
بجبل فإن عدلوا إليه قاتلوا من وجدوه وظفروا وإن جاوزوه هلكوا فخرج مني هذا الكلام "ثم قال الراوي للحديث:
جاء البشير بعد شهر فذكر أنهم سمعوا في ذلك اليوم وفي تلك الساعة صوتاً يشبه صوت عمر بن الخطاب يقول:
ياسارية بين الحصن الجبل الجبل فعدلنا إليه ففتح الله علينا.
وقد قال ابن عثيمين في ذلك: «يستفاد من ذلك ثبوت كرامات الأولياء وهي كل أمر خارق للعادة يجريه الله تبارك وتعالى على يد ولي من أوليائه تكريما له وتصحيحا لمنهجه الذي يسير عليه. ولكن من هو الولي؟ الولي هو المؤمن التقي قال تعالى: أَلَا إِنَّ أَوْلِيَاءَ اللَّهِ لَا خَوْفٌ عَلَيْهِمْ وَلَاهُمْ يَحْزَنُونَ (62) الَّذِينَ آمَنُوا وَكَانُوا يَتَّقُونَ (63) سورة يونس. والكرامة قد تكون لتخليص الولي من شدة وقد تكون إعزاز لما يدعوا إليه من دين الله من جهة أخرى».
وفي فترة الاتحاد السوفيتي سخرت الدولة الشيوعية الكثير من المقدرات المالية والبشرية لإثبات القدرات العقلية غير الطبيعية من دون نتائج.
ولقد ذكر ابن خلدون في مقدمته بعض الكرامات التي يمنحها الله لبعض عباده لغرض لايعلمه الا هو.
يعتقد ان الإنسان كان يعيش على كوكب الأرض منذ زمن طويل ومن المؤكد إنه طور قدرات لتساعده في البقاء والمحافظة على نسله، وكان ذلك وخلال الثلاثة آلاف سنة الأخيرة لم تعد الحاجة لها مع ظهور الحضارة بانتشار الديانات السماوية، لكن تلك القدرات بقيت مدفونة. وهي ما زالت موجودة عند البدو الرحل بما يعرف بظاهرة قص الاثر التي تمكنهم من البحث عن الناس المفقودين في الصحراء، وحادثة سارية الجبل دليل على التخاطر.

[محل شك]
ويضم التخاطر أنواعا كثيرة منها:
- التخاطر المتأخر: انتقال الأفكار يأخذ فترة طويلة بين الانتقال والإستقبال.
- التخاطر التنبؤي والماضي: انتقال الأفكار في الماضي أو الحاضر والمستقبل بين إنسان إلى آخر.
- تخاطر العواطف: عملية انتقال الأفكار والأحاسيس
- تخاطر الوعي اللاطبيعي: يتطلب علم اللاوعي للوصول إلى الحكمة الموجودة عند بعض البشر.

## الانتقادات والجَدل
بالرغم من كون ظاهرة التخاطر ليست علماً معتمداً في الوقت الحالي، إلا أن هناك أناس يدرسون ما يسمى بالسايكولوجية غير الطبيعية. وبعض هؤلاء الباحثين يجزمون بأن ظاهرة التخاطر هي ظاهرة علمية وصحيحة. على الرغم من ذلك، بعض النقاد ينفونها ويعتقدون بأن الإيمان بها هو نتيجة أوهام شخصية.[بحاجة لمصدر] وعلى الرغم أنه في السابق قام بعض السَحَرة بتنفيذ طرق تشبه التخاطر ولكن بدون استخدام أياً من الظواهر غير الطبيعية، لكن تبقى المشكلة الأهم لظاهرة التخاطر كما سبق أنها لا تملك نتائج مكررة صحيحة في الأبحاث. وهذا ما يقود النقاد إلى دحض هذه الظاهرة في الوقت الحالي لغياب الدليل.

## العالم الحسي والعالم الروحي
يعيش الإنسان في عالمين:
1-العالم المادي (الفيزيقي).
2-العالم اللامادي (الميتافيزيقي).
فأولهما معروف وهو الذي تهيمن عليه الأدراكات الحسية، كالسمع والبصر والذوق واللمس والشم، ويطلق عليه أيضا عالم الحس، والآخر هو العالم الروحي أو كما يحلو للعلماء تسميته بعالم اللاوعي، وهو الذي تهيمن عليه أبجدية غير معروفة لحد الآن ويتخبط العلماء في فك رموزها، وبمعنى آخر لو أستعملنا مصطلحات الباراسيكولوجيا فهو يعرف بعالم الأستشفاف، وهو العالم الذي تتجلى فيه جميع الظواهر الروحية والقدرات غير الحسية، وكلا العالمين يعيشان جنبا إلى جنب، في حياة الناس، ويطغى بعضها على بعض حسب طبيعة الشخص ومقدراته الروحية أو الحسية، وطبيعة البيئة التي يعيش فيها والعوامل المؤثرة التي يخضع لتأثيراتها، فالتواصل مع الآخرين عن طريق التخاطر، يحدث عندما يهيمن عالم الأستشفاف على عالم الحس، (أي انخفاض قدرات عالم الحس وانكفاءه)، ولا علاقة بين القدرة اللاحسية من جهة والذكاء والأمور الغيبية، من جهة أخرى.

## التخاطر الواعي
رغم كل الجدل حول التخاطر إلا أنه موجود في الحياة اليومية ومعظم الناس إن لم نقل كل شخص قد اختبره، على سبيل المثال حين يفكر شخص بشخص ما وبعد مدة قد لا تزيد عن دقائق يجده يتصل به أو يدق جرس الباب أو قد يصله أخبار عنه، أو عندما تشعر الأم بخوف أو بتغير بدقات قلبها وكأن أحدًا أخبرها بمكروه ما قد أصاب أحد أولادها، والأمثلة كثيرة.
ومع تطور المعرفة بعلوم الطاقة والباراسيكولوجي أصبح من الممكن التحكم بظاهرة التخاطر وتوجيهها بشكل واعي وإرسال رسائل فكرية حسية بترددات من المشاعر إلى أحدهم ومن ثم تلقي الإجابة بشكل ما عبر مجموعة من التمارين والخطوات ومع الكثير من التركيز والصور الذهنية الواضحة ومع درجات عالية من الاسترخاء.
ويفضل أن يتم التخاطر عندما تكون السماء صافية وفي الليل بحيث يكون الشخص المُرسَل إليه نائم وعقله اللا واعي في أوج عمله، أما نجاح الأمر برمته فيتعلق بالحالة النفسية للمُرسِل وإيمانه بنجاح الأمر فلو كان يعمل على التخاطر كتجربة فمن المرجح أنه لن ينجح فيه أما لو كان على ثقة من نجاحه فالإجابة لا بد لها أن تظهر وحتى لو تأخرت قليلًا.